# 광주 노씨
광주 노씨(光州盧氏)는 광주광역시를 본관으로 하는 한국의 성씨이다. 혹칭 광산 노씨(光山 盧氏)라 한다. 광산(光山)은 광주(光)의 고호이다.

## 역사
중국 유주 범양(范陽) 출신으로 당나라 한림학사를 지낸 노수(盧穗)가 당나라 희종(僖宗)(재위 873~888) 5년인 877년 황소의 난을 피하여 아들 9형제를 데리고 신라(헌강왕 3년)로 이주하여 평안도 정주(定州) 능리촌(菱里村)에 정착하였다가 이후 신라 효공왕(재위 897~912)때 평안도 룡강(龍岡)으로 옮겨 뿌리를 내렸다고 한다. 
그의 아들이 광산백(光山伯)에 봉해져 후손들이 그를 득관조로 하고 광산(현재의 광주광역시)을 관향으로 하였다.
그 후의 세계가 실전되고 고려 때 정승(政丞)을 지내고 광주군(光州君)에 봉해진 노만(盧蔓)을 1세조로 하는 계통과 고려 때  감문위 대호군(監門衛 大護軍) 노서(盧恕)를 1세조로 하는 계통으로 갈리어 세계를 계승하고 있다.

## 분파

### 노만 계열
- 규정공파(糾正公派): 파조 노승조(盧承肇)
- 헌납공파(獻納公派): 파조 노승관(盧承綰)

### 노서 계열
노서(盧恕)의 아들은 좌우위 대호군 노단(盧亶)이고, 손자는 감찰사 지평 노준경(盧俊卿)이며, 증손자는 고려조에 전라도관찰사를 지내고 조선 태종 때 우의정을 지낸 노숭(盧崇)이다. 증손 우의정 경평공(敬平公) 노숭의 다섯 아들 대에 분파하였다.
- 양근공파(楊根公派): 파조 노상인(盧尙仁)
- 참의공파(參議公派): 파조 노상의(盧尙義)
- 사간공파(司諫公派): 파조 노상례(盧尙禮)
- 경력공파(經歷公派): 파조 노상지(盧尙智)
- 판관공파(判官公派): 파조 노상신(盧尙信)

## 인물
- 노전(盧戩) : 고려의 공신
- 노숭(盧嵩) : 조선 태종조 검교우의정
- 노자형(盧自亨) : 조선 성종조 성균관 대사성
- 노수신(盧守愼) : 조선 선조조 영의정
- 노형규(盧衡奎)  : 독립운동가
- 노신영(盧信永) : 대한민국 제18대 국무총리
- 노재봉(盧在鳳) : 대한민국 제22대 국무총리
- 노무현(盧武鉉) : 대한민국 제16대 대통령

## 본관
광주(光州)는 대한민국 서남부에 있는 광역시의 지명이다. 본래 백제의 무진주(武珍州)이다. 통일신라에서 도독(都督)을 두었으며 757년(경덕왕 16) 무주(武州)로 고쳤다. 892년(진성여왕 6)에는 견훤(甄萱)이 후백제를 세워 도읍을 정하기도 하였으나, 940년(고려 태조 23) 왕건이 후백제를 정벌하고 군현을 정비하면서 무진주를 광주(光州)로 개편하고 도독부를 두었다. 995년(성종 14) 관제개혁 때 해양현(海陽縣)이라 불렀고 1259년(고종 46) 기주(冀州)라 고쳤다가 1275년(충렬왕 1) 다시 무주로 개칭하였다. 1310년(충선왕 2)에 화평부(化平府)로, 1362년(공민왕 11)에는 무진부(武珍府)로, 1373년(공민왕 22)에 이르러 광주목(光州牧)으로 개편되었다. 1430년(세종 12) 무진군으로 강등되었다가 1451년(문종 1)에 다시 광주목이 되고, 1489년(성종 20)에는 광주현으로 격하되었다가 1501년(연산군 7) 광주목으로 환원되었다. 1624년(인조 2)에는 광산현(光山縣)으로 편입되었다가 1634년에 다시 광주목으로 독립하였다.
1454년(단종 2)에 완성된 『세종실록지리지』에 전라도 장흥도호부 무진군의 토성(土姓)으로 탁(卓)·이(李)·김(金)·채(蔡)·노(盧)·장(張)·정(鄭)·박(朴)·진(陳)·허(許)·반(潘)·성(成)·승(承) 13성이 기록되어 있다.
1895년(고종 32) 지방제도 개정으로 나주부(羅州府)의 광주군(光州郡)이 되었다가, 1896년 13도제 실시로 전라남도의 도청 소재지가 되었다. 1935년 광주읍(光州邑)이 부(府)로 승격되었고, 광주군은 광산군(光山郡)이 되었다. 1949년 광주시가 되고 1986년 광주직할시로 승격되었다. 1988년에는 송정시와 광산군을 흡수하여 광산구를 신설하였고, 1995년 광주광역시로 개편되었다.

## 과거 급제자
광주 노씨는 조선시대 문과 급제자 17명, 무과 급제자 23명을 배출하였다.
고려 문과
노숭(盧崇) 노승관(盧承綰) 노승신(盧承愼) 노승조(盧承肇)
조선 문과
노모(盧瑁) 노상익(盧相益) 노석빈(盧碩賓) 노성중(盧聖中) 노자형(盧自亨) 노수신(盧守愼) 노언방(盧彦邦) 노영경(盧泳敬) 노응길(盧應吉)  노전(盧㙉) 노준(盧埈) 노준명(盧峻命) 노중경(盧重慶) 노천우(盧天祐) 노태관(盧泰觀) 노태연(盧泰淵) 노한문(盧漢文)
무과
노광림(盧光林) 노기종(盧起宗) 노낙신(盧樂愼) 노대제(盧大濟) 노덕일(盧德一) 노득생(盧得生) 노룡(盧龍) 노복상(盧福尙) 노설(盧渫) 노세정(盧世挺)
노세준(盧世俊) 노수심(盧守諶) 노순(盧順) 노시붕(盧時朋) 노시준(盧時俊) 노시현(盧時賢) 노시회(盧時晦) 노윤신(盧允信) 노의진(盧毅晉) 노정언(盧廷彦) 노종문(盧宗文) 노학수(盧學洙) 노흥주(盧興柱)
생원시
노광영(盧光永) 노대성(盧大成) 노사제(盧思齊) 노사현(盧思賢) 노석명(盧碩命) 노석후(盧碩厚) 노수신(盧守愼) 노수철(盧秀喆) 노숙(盧淑) 노언익(盧彦益) 노언항(盧彦恒) 노완(盧浣) 노우석(盧宇碩) 노유(盧游) 노이정(盧以珽) 노익명(盧翼命) 노자령(盧字領) 노자완(盧自琬) 노전(盧㙉) 노종경(盧宗敬) 노찬경(盧纘慶) 노탄(盧坦) 노한(盧瀚) 노한문(盧漢文) 노항경(盧恒敬) 노흠(盧欽)
진사시
노계원(盧啓元) 노관(盧瓘) 노긍원(盧肯源) 노덕규(盧德奎) 노명주(盧命周) 노명중(盧命重) 노사민(盧思敏) 노사영(盧士英) 노사효(盧思孝) 노성중(盧聖中) 노성집(盧聖集) 노수(盧遂) 노수눌(盧守訥) 노수신(盧守愼) 노수양(盧守讓) 노식용(盧寔容) 노언제(盧彦濟) 노유구(盧有龜) 노유삼(盧有三) 노응우(盧應祐) 노이옥(盧爾鈺) 노일성(盧一星) 노임수(盧恁秀) 노재준(盧載準) 노준(盧埈) 노준명(盧峻命) 노준성(盧駿星) 노진성(盧進星) 노하정(盧夏鼎) 노한문(盧漢文) 노효(盧涍) 노후식(盧厚植)

## 항렬자
- 광주군계 (중시조 노만으로 1세)

| 27세                       | 28세                 | 29세     | 30세          | 31세                       | 32세                 | 33세                                | 34세                        | 35세                                | 36세                        | 37세                                | 38세                        | 39세     | 40세   | 41세     | 42세   | 43세     | 44세   | 45세     | 46세   | 47세     | 48세   | 49세     | 50세   | 51세     | 52세   | 53세     | 54세   | 55세     | 56세   | 57세     | 58세   | 59세     | 60세   |
| -------------------------- | -------------------- | -------- | ------------- | -------------------------- | -------------------- | ----------------------------------- | --------------------------- | ----------------------------------- | --------------------------- | ----------------------------------- | --------------------------- | -------- | ------ | -------- | ------ | -------- | ------ | -------- | ------ | -------- | ------ | -------- | ------ | -------- | ------ | -------- | ------ | -------- | ------ | -------- | ------ | -------- | ------ |
| 口응(應) 口기(基) 口흠(欽) | 수(秀) 상(相) 정(正) | 口용(容) | 재(在) 지(址) | 口현(鉉) 口석(錫) 口호(鎬) | 태(泰) 순(淳) 영(泳) | 口영(永) 口영(榮) 口동(東) 口식(植) | 병(柄) 병(炳) 희(熙) 현(炫) | 口섭(燮) 口규(圭) 口달(達) 口준(埈) | 기(基) 용(鏞) 종(鍾) 진(鎭) | 口현(鉉) 口준(浚) 口호(浩) 口해(海) | 순(淳) 추(樞) 주(柱) 림(林) | 口주(柱) | 광(光) | 口균(均) | 선(善) | 口원(源) | 근(根) | 口묵(默) | 재(在) | 口진(鎭) | 한(漢) | 口상(相) | 병(炳) | 口철(喆) | 연(鍊) | 口식(湜) | 영(榮) | 口열(烈) | 시(時) | 口감(鑑) | 태(泰) | 口동(東) | 하(夏) |

- 대호군계 (중시조 노서로 1세)

| 24세                          | 25세                              | 26세                   | 27세                              | 28세                   | 29세              | 30세                 | 31세                     | 32세                   | 33세                                   | 34세                   | 35세              | 36세                   | 37세              | 38세                   | 39세                            | 40세                   |
| ----------------------------- | --------------------------------- | ---------------------- | --------------------------------- | ---------------------- | ----------------- | -------------------- | ------------------------ | ---------------------- | -------------------------------------- | ---------------------- | ----------------- | ---------------------- | ----------------- | ---------------------- | ------------------------------- | ---------------------- |
| 口구(九) 병(炳) 형(炯) 연(然) | 口기(基) 口규(圭) 口균(均) 재(在) | 종(鍾) 호(鎬) 口현(鉉) | 口하(河) 口철(徹) 口원(源) 승(承) | 권(權) 동(東) 口채(采) | 口환(煥) 口훈(焄) | 경(坰) 규(奎) 선(瑄) | 口현(鉉) 口옥(鈺) 종(鍾) | 원(源) 용(溶) 口호(浩) | 口채(彩) 口즙(楫) 근(根) 래(來) 영(永) | 口식(植) 희(熙) 후(煦) | 口재(載) 口배(培) | 기(錤) 기(錡) 口석(錫) | 口순(淳) 口필(泌) | 병(秉) 정(楨) 口수(秀) | 口섭(燮) 口황(煌) 열(烈) 두(杜) | 口희(熙) 규(珪) 채(綵) |

## 인구
광주 노씨(광산 노씨)는 노씨 중 가장 인구가 많은 본관이다.
- 1985년 광주 노씨 (9,481가구, 38,073명) + 광산 노씨 (8,201가구, 34,281명) = 72,354명
- 2000년 광주 노씨 (15,265가구 48,574명) + 광산 노씨 (8,747가구, 28,355명) = 76,929명
- 2015년 광주 노씨 61,809명 + 광산 노씨 40,520명 = 102,329명

## 같이 보기
- 교하 노씨
- 풍천 노씨
- 장연 노씨
- 안강 노씨